# Westerwald-Kaserne
Die Westerwaldkaserne ist ein ehemaliger Standort der Bundeswehr in Montabaur. Sie beherbergte zunächst vor allem Truppen der Raketenartillerie, dann der Instandsetzungs- und Logistikeinheiten. Das 2005 von der Bundeswehr aufgegebene Gelände wird heute als Wohn- und Gewerbequartier genutzt.

## Lage
Das rund 40 ha große Gelände schließt sich an den südlichen Stadtrand von Montabaur an. Weiter südlich grenzte, auf der gegenüberliegenden Seite der Bundesstraße 49 der zugehörige Standortübungsplatz an, der an die Ortsgemeinden Holler und Niederelbert grenzte.

## Geschichte
Die Westerwaldkaserne wurde im Jahr 1966 vornehmlich als Standort des Raketenartilleriebataillons 350 eröffnet und mit dessen Einzug und einem öffentlichen Appell am 9. September des Jahres feierlich in den Dienst gestellt. Das Bataillon war im Rahmen der Nuklearen Teilhabe für den Einsatz von Atomwaffen (Sergeant Rakete mit dem Nukleargefechtskopf W52 mit einer Sprengleistung von 200 KT; bzw. der Lance Rakete) vorgesehen. Am 31. März 1993 wurde das Raketenartilleriebataillon 350 aufgelöst.
Im Mai 1990 wurden im Rahmen der damals neuen Heeresstruktur 5 der Stab und die 1. Kompanie des Instandsetzungsbataillons Elo 310 von Koblenz in die Westerwaldkaserne verlegt. Später folgten die 2., 5. und 7. (später umgegliedert zur 6.) Kompanie des Bataillons. Das IstBtl 310 war zunächst für die elektronische Instandsetzung im III. Korps der Bundeswehr zuständig, später für die allgemeine Instandsetzung von Gerät in der 5. Panzerdivision. Entsprechend hatte die Kaserne den Charakter einer stark technisch ausgelegten Einrichtung mit großen Werkstatthallen.
Ebenfalls 1990 wurden in der Kaserne Stab und Stabskompanie des übergeordneten Instandsetzungsregiments 5 gebildet. Dem Regiment waren neben dem InstBtl 310 das InstBtl 51 und der Kampfmittelbeseitigungszug Baumholder zugeordnet. Die Feldersatzkompanie des Regiments war ebenfalls in der Westerwaldkaserne angesiedelt. Das InstRgt 5 wurde Anfang 1997 mit einem feierlichen Appell in der Westerwaldkaserne aufgelöst und das InstBtl 310 dem Logistikregiment 5 zugeordnet.
Am 1. April 1993 wurde in der Westerwaldkaserne die 7. Kompanie des Transportbataillons 370 neu aufgestellt. Dies fand im Rahmen der Verlegung des Bataillonssitzes von Hermeskeil nach Diez statt. Am 1. Oktober 1996 erfolgte die Umbenennung zu 8. TrspBtl 370. Die Einheit war mit Schwerlasttransportern der Bundeswehr ausgestattet und für entsprechende Transportaufgaben im Wehrbereichskommando IV zuständig.
Von Juli bis September 1993 verlegte die Instandsetzungsausbildungskompanie 11/III ihren Sitz von Frankenberg in die Westerwaldkaserne. Die Einheit, die zum InstRgt 21 gehörte und in der Instandsetzung von Fernmeldegeräten ausbildete, blieb aber nur kurze Zeit am Standort. Ähnlich war die 4. InstBtl 220 von Oktober 1993 an nur kurzzeitig in Montabaur stationiert. Die Einheit setzte für das Wehrbereichskommando IV elektronisches, optisches und optronisches Gerät in Stand.
Im April 1997 wurde das Lazarettregiment 74, gleichzeitig mit seiner Umgliederung zum nicht aktiven Truppenteil vom Schloss Oranienstein in die Westerwaldkaserne verlegt. Die Einheit hätte im Verteidigungsfall sieben Krankenhäuser für 8560 Patienten aufbauen sollen. Parallel wurde die Reservelazarettgruppe Ausbildung 7406 von Oranienstein nach Montabaur verlegt. Die Einheit hatte in der Friedensgliederung Ausbildungsaufgaben für Sanitätspersonal der Bundeswehr und hätte im Verteidigungsfall eines der Krankenhäuser des übergeordneten LazRgt 74 aufbauen und betreiben sollen.
Eine Besonderheit des Standorts war der erstmalige gemeinsame Betrieb eines Soldatenheims von Bundeswehr und Kommune. Das von 1979 bis 1981 errichtete Haus Mons Tabor diente neben dieser Funktion gleichzeitig als Stadthalle und wurde von der Katholische Arbeitsgemeinschaft für Soldatenbetreuung geführt.

## Folgenutzung

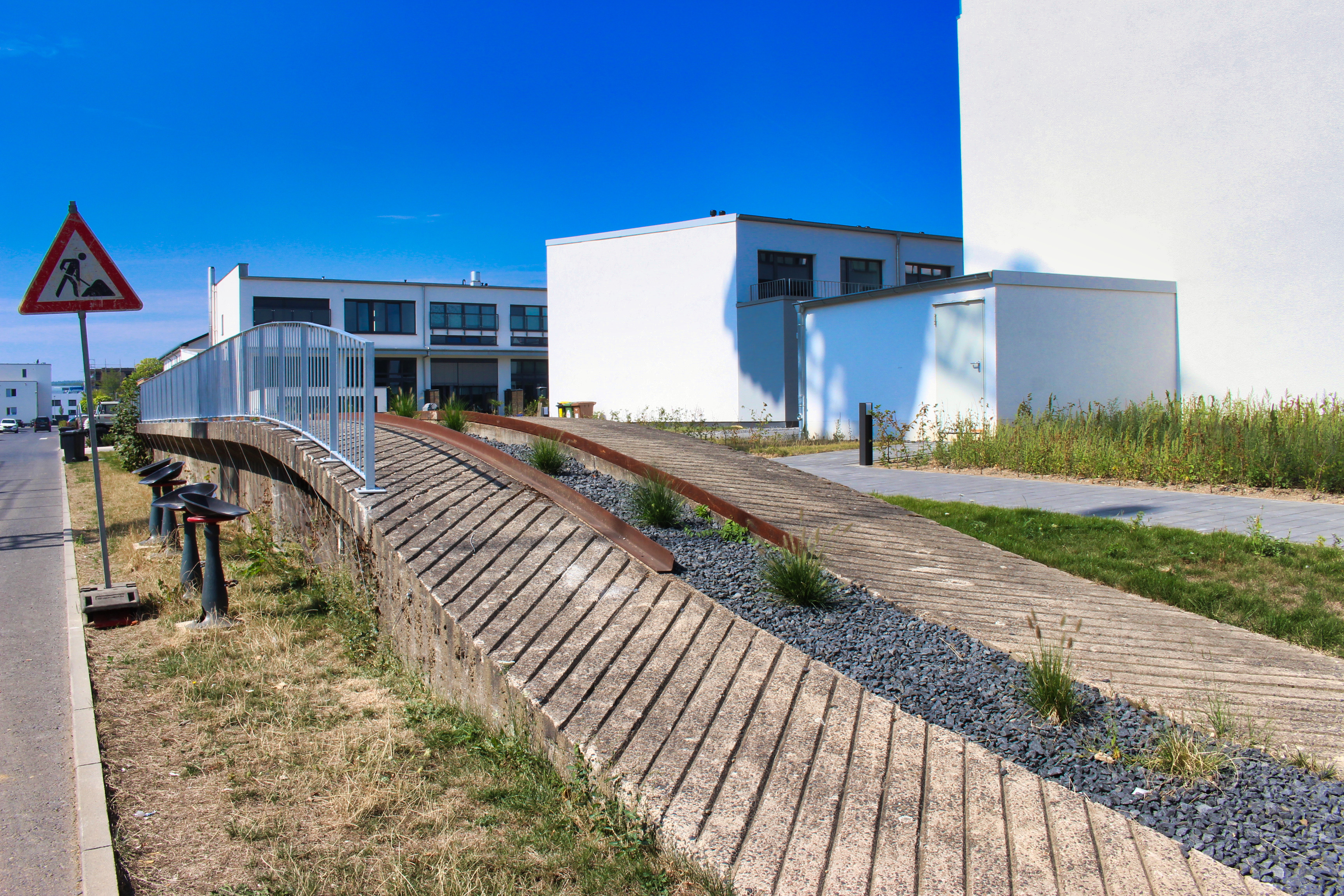
Die ehemalige Panzerwaschanlage (Vordergrund) blieb erhalten, nachdem die Werkstatthallen (Hintergrund) zu Reihenhäusern umgebaut worden waren.

Das Bundesverteidigungsministerium gab im Februar 2001 die geplante Schließung der Westerwaldkaserne bekannt, die Nutzung durch die Bundeswehr endete 2005 und somit die Geschichte Montabaurs als Garnisonsstadt. Für das Gelände und die 16 verbleibenden Gebäude stellte sich der Kommune die Aufgabe der Konversion und Nachnutzung der rund 40 Hektar großen Fläche. Weil nahezu zeitgleich mit dem Freiwerden der Kaserne ein ähnlich großes Gewerbegebiet am ICE-Bahnhof Montabaur erschlossen worden war, wurde für die Kaserne ein mehrjähriger Leerstand hingenommen. Ein städtebaulicher Vertrag mit einem Investor wurde deshalb erst im Juli 2013 geschlossen.

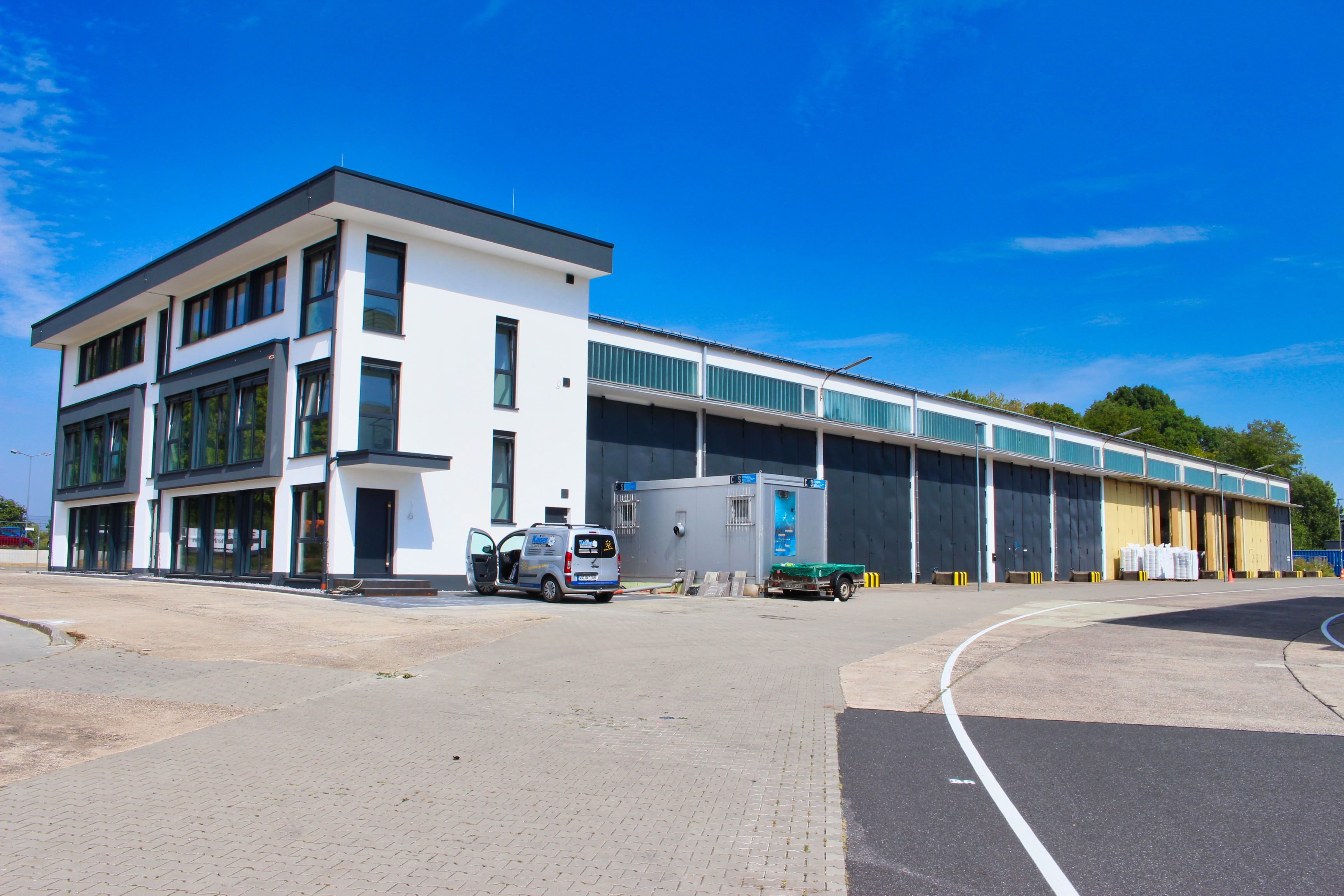
Ehemalige Werkstatthalle der Kaserne kurz vor dem Ende des Umbaus zu Gewerbeimmobilien

Der Investor, das Unternehmen Quartiersmanufaktur aus Trier, verwendete die Bausubstanz der Kaserne in weiten Teilen durch Modernisierungen und Umbauten weiter. Durch das Unternehmen selbst und durch Käufer von Teilgrundstücken entstanden zudem Neubauten. 25.000 m² Betonfahrbahn und 60.000 m³ Gebäudevolumen wurden zurückgebaut. Insgesamt entstanden in ehemaligen Soldatenunterkünften rund 200 Wohnungen, 36 Lofts und 64 Maisonettewohnungen in ehemaligen Fahrzeughallen und vier Wohngebiete mit zusammen rund 110 Einfamilienhäusern. Zwölf bestehende Hallen sowie verschiedene Neubauten wurden für Gewerbeansiedlungen genutzt. Quartiersmanufaktur zufolge sind auf dem Kasernengelände, das inzwischen den Namen Quartier Süd trägt, nach Fertigstellung rund 50 Unternehmen und 950 Bewohner angesiedelt. Neben den umgenutzten Gebäuden sind weitere Überbleibsel der militärischen  Nutzung erhalten geblieben, beispielsweise inzwischen als bepflanzte Objekte genutzte Panzerwaschanlagen. Im Jahr 2018 schätzten Vertreter von Quartiersmanufaktur die Gesamtinvestitionssumme bis zum geplanten Abschluss der Quartiersentwicklung im Jahr 2023 auf rund 200 Millionen Euro.